# Portus Dubris
Portus Dubris, noto anche semplicemente come Dubris o Dubrae, era un porto della provincia romana della Britannia sul sito dell'attuale città di Dover, nel Kent, in Inghilterra.
Come punto più vicino all'Europa continentale ed essendo posto sull'estuario del fiume Dour, il sito era l'ideale come porto per attraversare la Manica. Il Dour è ora coperto per gran parte del suo corso dalla moderna città di Dover . In epoca romana, divenne un importante porto militare, mercantile e di attraversamento del Canale e, con Rutupiae, fu uno dei due punti di partenza della strada più tardi conosciuta come Watling Street. Fu fortificato e presidiato inizialmente dalla flotta Classis Britannica, e in seguito da truppe acquartierate in uno dei forti del litus Saxonicum.

## Giulio Cesare
All'inizio della prima spedizione in Britannia nel 55 a.C., Giulio Cesare cercò inizialmente di sbarcare a Dubris, il cui porto fu presumibilmente identificato da Gaio Voluseno come un approdo adatto. Tuttavia, quando arrivò in vista della riva, le forze dei Britanni si radunarono sulle colline e sulle Scogliere di Dover dissuadendolo dallo sbarco, poiché le falesie erano "così vicine alla riva che i giavellotti potevano essere lanciati da loro" verso chiunque fosse sbarcato. Dopo un'attesa all'ancora "fino alla nona ora" (le tre del pomeriggio), aspettando che le sue navi da rifornimento arrivassero e tenendo nel frattempo un consiglio di guerra, ordinò ai suoi subordinati di agire di propria iniziativa per poi navigare con la flotta per circa sette miglia lungo la costa per trovare una spiaggia aperta.

## Forte della Classis Britannica
La flotta romana nelle acque britanniche era la Classis Britannica che aveva lo scopo principale di proteggere le rotte che collegavano la Gallia e la Britannia e sostenere l'esercito di terra in Britannia, ma non aveva uno scopo difensivo contro un'invasione della Gran Bretagna. Per questo motivo, il suo porto principale era a Gesoriacum (Boulogne-sur-Mer) e non a Dover. Tuttavia, aveva punti di appoggio minori in Britannia, a Rutupiae e Dubris.

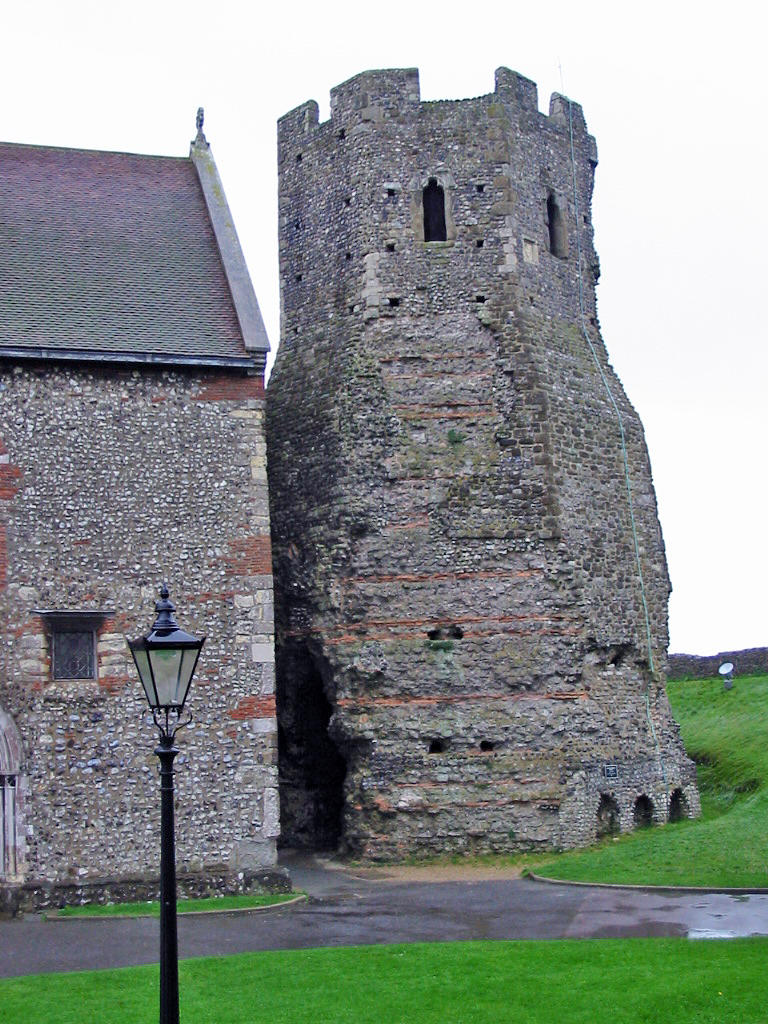
Il faro romano al castello di Dover.

## Fari
Due fari, ciascuno chiamato pharos, furono costruiti poco dopo la conquista. Le ipotesi sul periodo della loro costruzione vanno dal 50 (solo sette anni dopo l'invasione del 43), all'anno 80 (poiché la torre ancora esistente include mattonelle identiche alla mansio costruita nella città in quel periodo) oppure al 138 circa, sebbene il consenso generale sia per una datazione del I secolo. Furono costruiti sui siti di due fortezze (Eastern Heights e Western Heights) e furono modellati sul faro costruito a Boulogne per l'invasione abortita di Caligola.
Il faro costruito sul sito della Eastern Heights sorge nell'area del castello di Dover ed ha un'altezza di 80 piedi (24 metri), prossima all'altezza originale. Fu riadattato per fungere da campanile della vicina chiesa di Saint Mary de Castro. Questo faro romano è un edificio classificato come monumento di I grado dal 1974. I resti del faro occidentale sono chiamati "Bredenstone" (dal nome del presunto villaggio perduto di Braddon) o "Devil's Drop of Mortar" e si trovano all'interno del Drop Redoubt sulla Dover Western Heights. Questo era il tradizionale sito dell'investitura del Lord guardiano dei cinque porti.

## Culmine
Al suo apice, Dubris era un importante centro commerciale, prendendo il posto di Rutupiae come principale porto romano della Manica. Con Rutupiae, era uno dei punti di partenza della Watling Street, la strada romana per Durovernum Cantiacorum (Canterbury) e Londra.

## La casa romana decorata
Durante la costruzione della nuova tangenziale A256 di York Street, nel 1970 furono scoperti resti di epoca romana e ne seguì uno scavo di otto settimane. Gli archeologi scoprirono una mansio romana ora nota come la "Roman Painted House" (la casa romana decorata). La mansio, un ostello per funzionari governativi, fu costruita nel 200 circa. Fu scoperta dalla Kent Archaeological Rescue Unit (l'unità di recupero archeologico del Kent) e, poiché ospita alcuni dei migliori esempi di affreschi romani in Britannia, oltre 400 piedi quadri (37 m²) di intonaco dipinto (il più esteso mai trovato a nord del Alpi) è stata definita "la Pompei sepolta della Britannia".
Sopra una fascia inferiore, rossa e verde, è ancora visibile una serie di pannelli multicolori separati da colonne scanalate. Le basi delle colonne producono un chiaro effetto tridimensionale. Parti di 28 pannelli sopravvivono, ciascuna con un motivo relativo a Bacco, il dio romano del vino. Questo legame bacchico, e la vicinanza dell'edificio ai bagni, al porto ed al forte, ha suggerito che questo ambiente affrescato fosse un postribolo. Tuttavia, questa è una prova del tutto circostanziale (gli affreschi nei lupanari tendevano a essere molto più espliciti, come quelli di Pompei e i motivi bacchici si trovavano spesso in semplici aree domestiche) e quindi la maggior parte degli studiosi ritiene che le stanze fossero troppo piccole per questa funzione e sostiene invece la sua designazione come mansio.
Altre caratteristiche della casa decorata includono ritrovamenti di glittica, un taglio nel pavimento risalente al medioevo che permette di vedere il sistema dell'ipocausto e uno scheletro medievale rinvenuto nella vicina chiesa di San Martin-le-Grand.

## Forte della riva sassone
La mansio di Dubris fu demolita nel 270 per la costruzione di un forte del Litus Saxonicum. Questa demolizione preservò parte della mansio e delle sue pitture murali meglio del solito, poiché i basamenti delle mura furono inglobati nel bastione del forte.

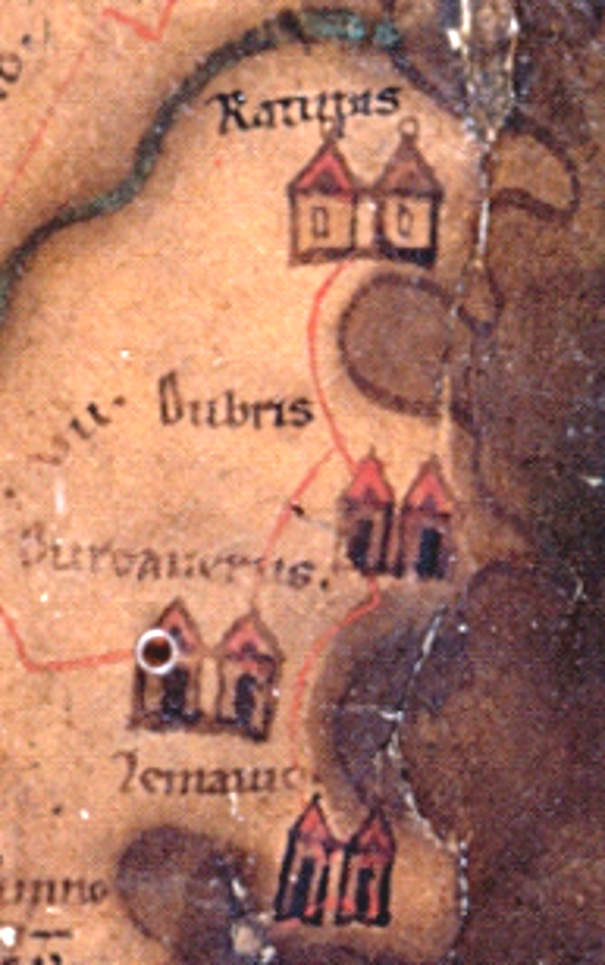
Il Kent in una copia della Tabula Peutingeriana.

Una piccola parte dei resti del forte è ora visibile, su richiesta, presso la Dover Library and Discovery Center (l'ex White Cliffs Experience). Inoltre un pub fuori dalla Market Square è stato costruito su di esso e prende il nome di "Roman Quay".
Resti più estesi ed accessibili al pubblico si trovano presso la Roman Painted House, dove sono visibili parti della mansio, il forte della costa sassone ed il forte della Classis Britannica.

### Scavi del 1980
Il consiglio comunale aveva in programma di costruire un parcheggio sul sito, quando la KARU (l'unità di recupero archeologico del Kent) iniziò a trovare resti di epoca romana. Dopo una lunga battaglia con il consiglio comunale ed i costruttori, fu autorizzata la continuazione dello scavo e posizionata una copertura sul sito dalla stessa KARU, mentre il parcheggio fu costruito altrove. Inoltre, per accogliere i reperti, fu costruito un museo che ha ricevuto migliaia di visitatori. 
Altri manufatti, tra cui una nave di vetro estremamente importante, sono stati mantenuti in situ e sono stati oggetto negli ultimi anni di studi accademici.